# СКА-Хабаровск
«СКА-Хаба́ровск» — российский футбольный клуб из Хабаровска. Выступал в Российской премьер-лиге в сезоне 2017/18.

## История
Инициатором создания команды стал начальник окружного Дома офицеров майор Алексей Хмельницкий, начинание поддержал командующий местным военным округом маршал Родион Малиновский. В дебютном сезоне клуб играл в Дальневосточной зоне РСФСР третьей группы СССР, где стал 4-м из шести команд. В последующие несколько лет команда принимала участие в турнирах Вооружённых Сил, Кубке и первенстве РСФСР. В 1957 году клуб вернулся на всесоюзную арену и победил в Дальневосточной зоне класса «Б» (второго по силе дивизиона). В 1958 году победил в 6-й зоне класса «Б», но в общесоюзном финале класса «Б» стал последним из 6 команд. В 1961 году вновь одержал победу в 6-й зоне класса «Б» и вновь неудачно выступил в финале класса «Б» (предпоследнее, 5-е место). Впоследствии выступал во втором и третьем по силе союзных дивизионах. В 1979 и 1987 годах побеждал в своей зоне второй (по силе третьей) лиги. В 1990—1991 гг. играл во второй низшей лиге (4-й союзный дивизион). Лучшим результатом клуба в советское время стало 6-е место в первой (второй по силе) лиге, за этот результат тогдашний тренер команды Борис Семёнов получил звание «Заслуженный тренер РСФСР».
В 1992—1993 годах клуб играл в зоне «Восток» первой российской лиги, где в 1993 году занял последнее место, вылетев во вторую лигу. В зоне «Восток» второй лиги (позднее второго дивизиона) клуб выступал до 2001 года включительно. В 2001 году победил в зоне «Восток» второго дивизиона и переиграл в стыковых матчах за выход в первый дивизион победителя зоны «Урал» «Уралмаш» Екатеринбург (2:2, 1:1); большой вклад в этот успех внесли президент клуба Виктор Озеров и главный тренер Олег Смолянинов. С 2002 по 2017 год клуб выступал в первом дивизионе. Команда заняла 5-е место в 2006 году. В сезоне 2012/13 заняла 4-е место с 52 очками за 32 игры и вышла в стыковые матчи, где уступила «Ростову». 28 мая 2017 года одолев клуб «Оренбург» в стыковых матчах (0:0, 0:0, серия пенальти 5:3) впервые вышла в РФПЛ. За сезон выступления в высшей лиге клуб набрал лишь 13 очков и занял 16-е место в чемпионате, из-за чего вернулся в ФНЛ.
С началом нового сезона 2020/2021 команда не стала раскачиваться, а сразу побежала вперёд и после 8 игр имела статистику 5 побед и 3 поражения. 19 октября 2020 года после выездного поражения в матче 16-го тура против «Нижнего Новгорода» (игра закончила 1:0 в пользу хозяев) в отставку с поста главного тренера команды подал Алексей Поддубский. После 16 туров СКА шёл на 14-м месте в турнирной таблице с 18 очками. 21 октября 2020 года бывший главный тренер «Химок» Сергей Юран был назначен в хабаровский СКА, контракт с 51-летним специалистом подписан до конца сезона. По итогам сезона команда заняла 11-е место, Юран продолжил работу с командой и в следующем сезоне.
В сезоне 2021/22, кроме выступающей в ФНЛ главной команды, в ФНЛ-2 заявлена команда «СКА-Хабаровск-2», которую возглавил Поддубский. Позднее Поддубский вновь возглавил первую команду, сменив вернувшегося в «Химки» Юрана. В конце сезона под руководством Поддубского «СКА-Хабаровск» в стыковых матчах за право выхода в премьер-лигу уступил «Химкам», которые возглавлял Юран. Летом 2022 года в клубе произошла смена руководящего персонала, главным тренером «СКА-Хабаровска» стал Роман Шаронов.

## Названия команды
- 1946—1953 — ДКА
- 1954 — ОДО
- 1955—1956 — ДО
- 1957 — ОСК
- 1957—1959 — СКВО
- 1960—1999 — СКА
- 1999—2016 — «СКА-Энергия»
- с 1 июня 2016 — «СКА-Хабаровск»[11]

## Символика

### Клубные цвета
Согласно официальному сайту клуба.
| Красный | Синий | Белый |

### Эмблема
В 2016 году совет клуба, учитывая мнение многочисленных поклонников, принял принципиальное решение — вернуть команде историческое название, начиная с футбольного сезона 2016/2017 гг. В этой связи возникла необходимость смены названия и эмблемы клуба.
В 2016 году, впервые в 70-летней истории клуба, был разработан брендбук, в котором объединено все то, с чем ассоциируется футбольный клуб «СКА-Хабаровск» у многочисленных хабаровских болельщиков.
В основу логотипа футбольного клуба «СКА-Хабаровск» легла Красная Звезда — символ армейского спорта, который знают не только в России, но и во всём мире. Красная Звезда — символ борьбы. Цветовое сочетание красного с синим вызывает ассоциации с ЦСКА/СКА, что позволит легко сформировать узнаваемость логотипа и всего бренда, так как это традиционные цвета армейских клубов (использование других цветов было бы не уместным). Шрифт в написании «СКА-Хабаровск» имеет гранёную текстуру, которая очень часто встречается в военной атрибутике и знаках отличия (звезды, петлицы, медали и т. п.). Логотип несёт в себе преданность традициям армейского спорта, частью которого клуб «СКА-Хабаровск» является с момента своего создания в 1946 году.

### Маскот
Маскотом клуба является конь СавраСКА, был официально представлен 25 октября 2017 года на матче 1/8 финала Кубка России против санкт-петербургского «Динамо».

## Друзья и соперники
С февраля 2010 года фактически закреплена официальная дружба футбольных болельщиков хабаровчан и хоккейного СКА из Санкт-Петербурга. Кроме того, фанаты «СКА-Хабаровск» поддерживают команды МХЛ И КХЛ: ЦСКА, Красную армию и СКА-1946. Также, дружественные отношения поддерживаются с футбольными СКА (Ростов-на-Дону) и ЦСКА (Москва). С остальными футбольными коллективами — отношения нейтральные.
Принципиальным соперником «СКА-Хабаровск» традиционно, до расформирования клуба в 2020 году, являлся «Луч» из Владивостока. Матчи с участием этих команд назывались «дальневосточным дерби». Первая игра между командами состоялась 24 июня 1958 года в Хабаровске и завершилась со счётом 2:1 в пользу хозяев. Самый крупный счёт в противостоянии был зафиксирован в Хабаровске 6 сентября 2011 года, со счётом 5:0 победил «Луч-Энергия». Статистика личных встреч:
| Матчей            | 83  |
| Побед             | 35  |
| Ничьих            | 24  |
| Поражений         | 25  |
| Забитых мячей     | 102 |
| Пропущенных мячей | 86  |
| Разница мячей     | 13  |

## Стадион
Домашней ареной футбольного клуба «СКА-Хабаровск» является спортивно-парковый комплекс города, расположенный на набережной реки Амур. Стадион имени Ленина, входящий в этот комплекс, построен в 1957 году. Летом 2015 года была начата полномасштабная реконструкция набережной Амура и территории стадиона.

## Наивысшие результаты
- В первенствах СССР: 6-е место в 1-й лиге (1980 г.).
- Победитель Дальневосточной зоны Первой Лиги (Приз Совета Министров СССР): 1957 г.
- В Кубках СССР: 1/4 финала (1963 г.)
- В первенствах России: 16-е место в РФПЛ в сезоне 2017/18.
- В Кубках России: выход в 1/4 финала
  - 2017 — после победы над «Динамо» СПб, 2:0
- Самая крупная победа: 8:0 («Торпедо» Кокчетав, 1979 год).
- Самое крупное поражение: 0:6 («Волга» НН, 2014 год), 0:6 («Зенит» СПб, 2018 год).

## Рекордсмены клуба
Наибольшее количество матчей
- Владимир Крымский — 489
- Владимир Бычек — 484
- Владимир Козлов — 458

Наибольшее количество голов
- Владимир Козлов — 100
- Геннадий Рютин — 92
- Василий Кармазиненко — 81

## Текущий состав
| 1  | Флаг России             | Вр  | Алексей Кузнецов  | 1996 |  |  |  |  |  |
| 78 | Флаг России             | Вр  | Ислам Имамов      | 2001 |  |  |  |  |  |
| 90 | Флаг России             | Вр  | Максим Печенкин   | 2006 |  |  |  |  |  |
|    |                         |     |                   |      |  |  |  |  |  |
| 5  | Флаг Северной Македонии | Защ | Нехар Садики      | 1998 |  |  |  |  |  |
| 21 | Флаг Беларуси           | Защ | Глеб Гурбан       | 2001 |  |  |  |  |  |
| 33 | Флаг России             | Защ | Рустам Халимбеков | 1996 |  |  |  |  |  |
| 55 | Флаг России             | Защ | Артём Быков       | 2004 |  |  |  |  |  |
| 82 | Флаг России             | Защ | Демьян Ильев      | 2006 |  |  |  |  |  |
| 91 | Флаг России             | Защ | Егор Носков       | 2003 |  |  |  |  |  |
|    |                         |     |                   |      |  |  |  |  |  |
| 4  | Флаг Испании            | ПЗ  | Борха Мартинес    | 1995 |  |  |  |  |  |
| 6  | Флаг России             | ПЗ  | Садыг Багиев      | 2004 |  |  |  |  |  |

| 8  | Флаг России       | ПЗ  | Александр Гаглоев    | 1990 |  |  |  |  |  |
| 14 | Флаг России       | ПЗ  | Юрий Бавин           | 1994 |  |  |  |  |  |
| 18 | Флаг России       | ПЗ  | Никита Мирошниченко  | 2001 |  |  |  |  |  |
| 20 | Флаг России       | ПЗ  | Камран Алиев         | 1998 |  |  |  |  |  |
| 28 | Флаг Молдовы      | ПЗ  | Мариус Йосипой       | 2000 |  |  |  |  |  |
| 70 | Флаг России       | ПЗ  | Рамазан Гаджимурадов | 1998 |  |  |  |  |  |
| 92 | Флаг России       | ПЗ  | Роман Емельянов      | 1992 |  |  |  |  |  |
|    |                   |     |                      |      |  |  |  |  |  |
| 11 | Флаг России       | Нап | Альбек Гонгапшев     | 2000 |  |  |  |  |  |
| 19 | Флаг России       | Нап | Максим Кутовой       | 2001 |  |  |  |  |  |
| 29 | Флаг Кот-д’Ивуара | Нап | Яо-Жан Шарль         | 2000 |  |  |  |  |  |
| 99 | Флаг России       | Нап | Астемир Хашкулов     | 2005 |  |  |  |  |  |

## Руководство и тренерский штаб
- Алексей Кандалинцев — генеральный директор
- Ирина Герасько — заместитель генерального директора
- Сергей Шаронов — спортивный директор
- Олег Дрегнин — исполнительный директор
- Игорь Блох — технический директор
- Сергей Балакирев — заместитель директора по безопасности
- Сергей Ленивкин — начальник команды

- Алексей Поддубский — главный тренер
- Александр Ушахин — ассистент главного тренера
- Юрий Шпирюк — тренер
- Иван Дранников — тренер по физической подготовке
- Андрей Мишкевич — тренер по работе с вратарями